# Chaos League
Chaos League è un videogioco per Microsoft Windows in cui è possibile creare un team di creature fantastiche come orchi, nani, elfi e competere con altre squadre in un sanguinoso torneo di football americano. Le razze del mondo fantastico sono numerose, sta al giocatore decidere quale utilizzare.

## Modalità di gioco
Le razze del gioco sono in tutto dieci: Umani, Elfi Neri, Elfi dei boschi, Orchi, Nani, Goblin, Barbari, Non Morti, Pretoriani e i Mercenari. Ogni razza dispone di vari tipi di creature divise in base alle posizioni che occupano sul campo di gioco. Le classi di base sono: lineman, ricevitore, linebacker (più che un giocatore, uno che adora scatenare risse), quarterback (incaricato a lanciare la palla ai ricevitori), runningback (quasi un jolly, in grado di ricoprire egregiamente tutti i ruoli), big foot (si tratta in genere di giocatori molto grossi molto utili nelle mischie in mezzo al campo) e infine ci sono gli eroi (giocatori in genere con capacità e poteri al di sopra di qualsiasi giocatore base). Ogni giocatore e caratterizzato da quattro caratteristiche: velocità, brutalità, destrezza e la protezione.